# Ламана

Ламана

Ламана з перетином

Замкнена ламана без перетинів

Ламана (ламана лінія) — зв'язна послідовність відрізків. Більш формально ламана P це крива визначена послідовністю точок {\displaystyle \scriptstyle (A_{1},A_{2},\dots ,A_{n})}, які звуться її вершинами, таким чином крива містить відрізки, що поєднують впорядковані вершини, які називаються ланками ламаної. Ламана з {\displaystyle n} вершинами має {\displaystyle n-1} ланок. Ламана називається простою, якщо її ланки не перетинаються. Довжиною ламаної називається сума довжин її ланок.
У комп'ютерній графіці ламану часто використовують для приблизного задання кривої.
Ламана може мати перетини. Якщо перша та остання точка збігаються, то така ламана називається замкненою. Замкнену ламану без перетинів також називають багатокутником.
Ламану називають монотонною, якщо існує пряма L така, що кожен перпендикуляр до L перетинає ламану щонайбільше один раз. Така ламана завжди відкрита.

## Властивості
- Довжина ламаної більша від довжини відрізка, який сполучає її кінці, або дорівнює їй.

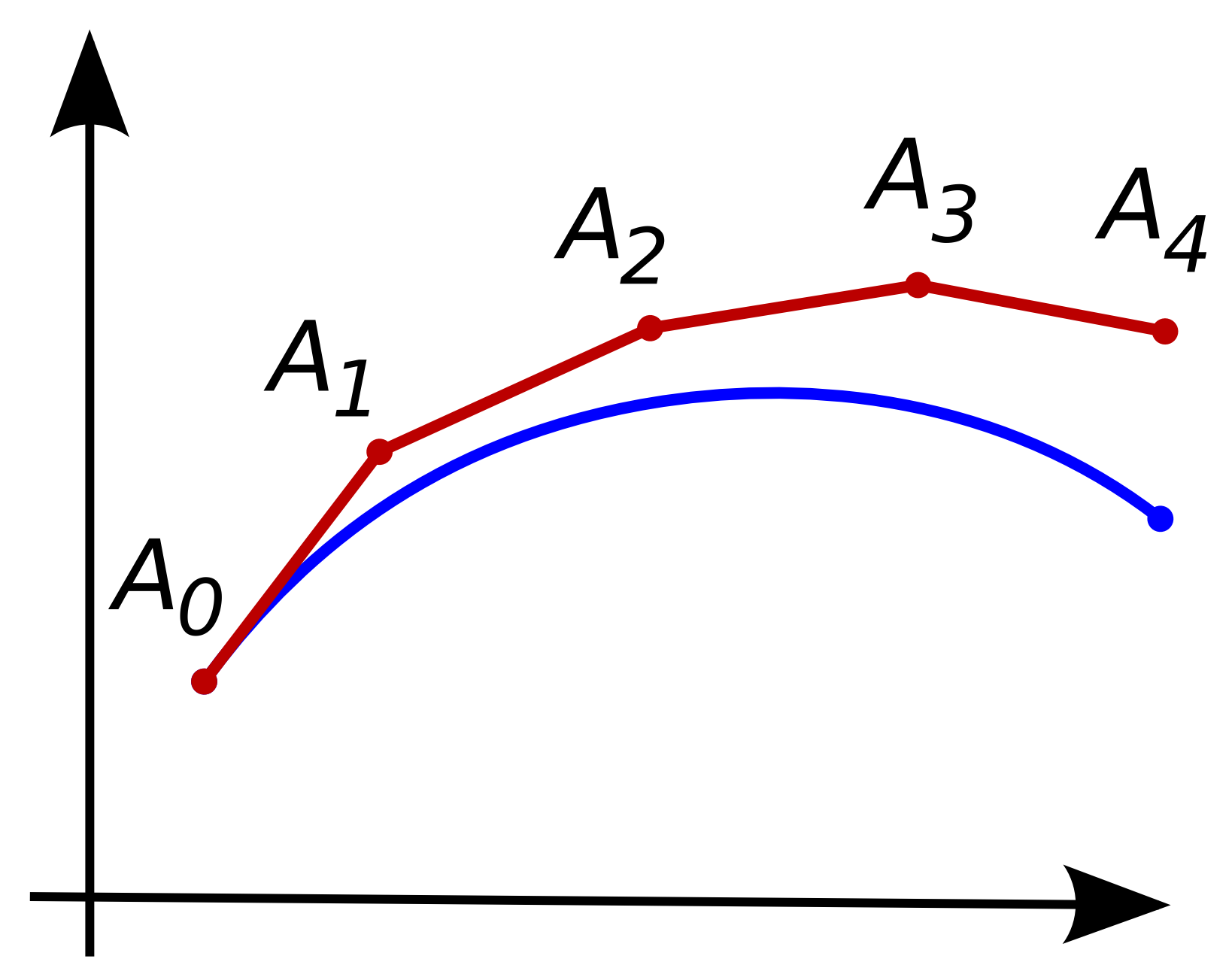
Приблизне задання кривої за допомогою ламаної.